# Ałtajski Regionalny Teatr Dramatu
Ałtajski Regionalny Teatr Dramatu imienia W.I. Szukszyna (ros. Алтайский краевой театр драмы имени В. М. Шукшина) – wiodący teatr dramatyczny w Barnaule, jeden z największych zespołów teatralnych Zachodniej Syberii.